# Roy Cohn
Roy Marcus Cohn (New York, 20 febbraio 1927 – Bethesda, 2 agosto 1986) è stato un avvocato statunitense.

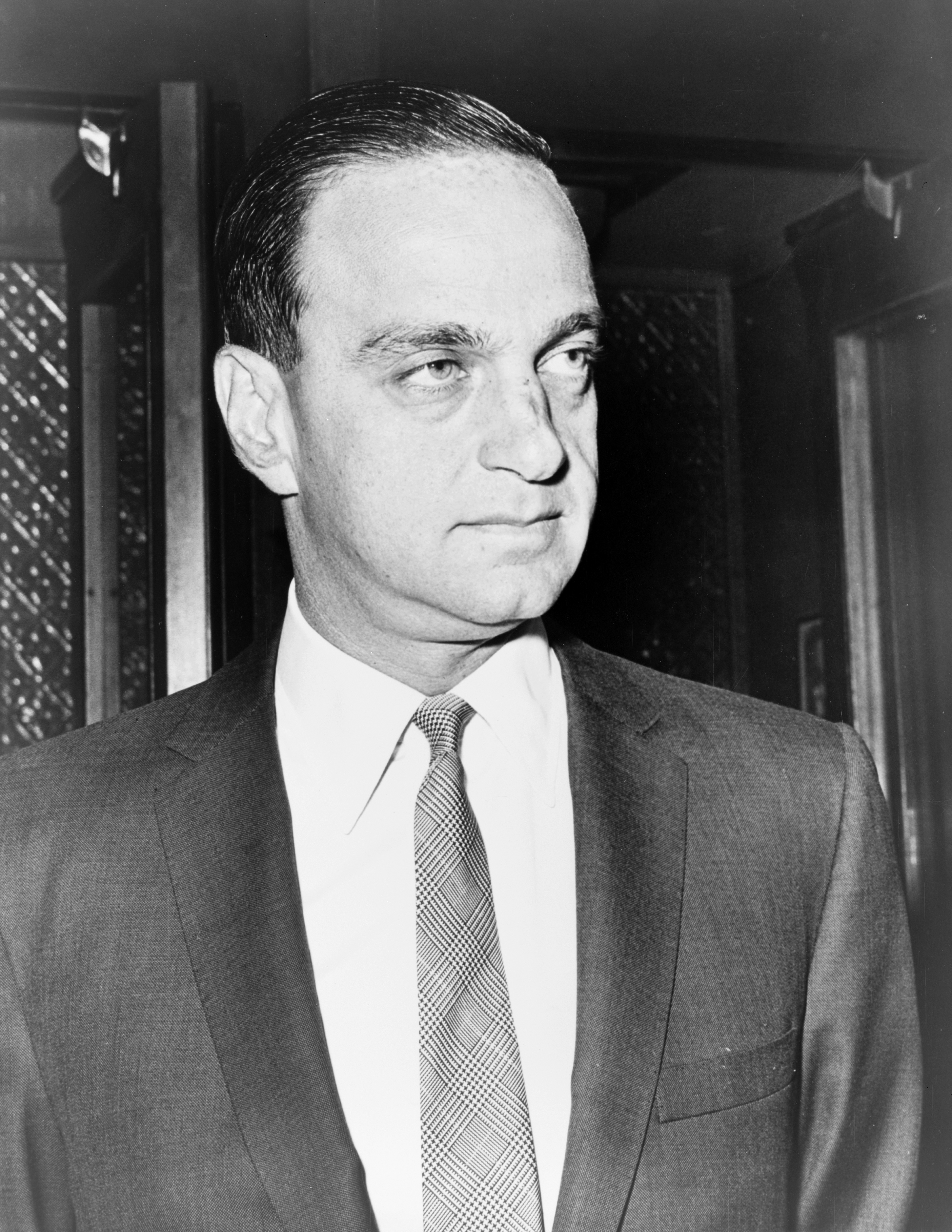
Roy Cohn nel 1964

È noto per essere stato nel 1951 il viceprocuratore federale nel processo per spionaggio a carico di Julius ed Ethel Rosenberg e successivamente dal 1953 al 1954 è stato il consulente capo del senatore Joseph McCarthy durante le audizioni Esercito-McCarthy e ha fornito assistenza nelle investigazioni di McCarthy su sospetti comunisti. Ha inoltre rappresentato e fatto da mentore a Donald Trump durante i primi anni della sua carriera imprenditoriale.
Cohn è stato radiato dall'ordine nel 1986 per condotta non etica ed è morto cinque settimane più tardi per complicazioni dovute all'AIDS.

## Biografia
Nasce da una famiglia ebrea osservante a New York, nel borough del Bronx. È l'unico figlio di Dora Marcus (1892-1967) e del giudice Albert C. Cohn (1885-1959), figura influente sulla politica del Partito Democratico. Il suo prozio è Joshua Lionel Cowen, il fondatore e proprietario della Lionel Corporation, produttore di trenini giocattolo.
Cohn ha vissuto nell'abitazione dei genitori fino alla morte della madre, in seguito alla quale ha vissuto a New York, nel distretto di Columbia e a Greenwich, nel Connecticut. Dopo aver frequentato la Horace Mann School e la Fieldston School, e aver completato gli studi al Columbia College nel 1946, a vent'anni Cohn si laurea in legge alla Columbia University. Tuttavia deve attendere il compimento del suo ventunesimo anno per essere ammesso all'ordine degli avvocati.

### Carriera giudiziaria
Il giorno successivo all'iscrizione all'ordine comincia a lavorare a Manhattan come viceprocuratore per il procuratore federale capo Irving Saypol, incarico che ha ottenuto grazie alle connessioni politiche della sua famiglia. Come viceprocuratore, Cohn si occupa di attività sovversive e contribuisce a ottenere condanne in numerosi processi (pubblicizzati sulla stampa) a carico di sospetti agenti sovietici.
Uno dei primi di questi processi ha inizio nel dicembre 1950 contro William Walter Remington, un ex impiegato del dipartimento del commercio accusato di spionaggio da parte della disertrice del KGB Elizabeth Bentley. Sebbene non sia stato possibile ottenere un'incriminazione per spionaggio, nel 1953 Remington è stato condannato per falsa testimonianza in due separati processi in quanto ha negato in due occasioni la sua appartenenza al partito comunista statunitense.
Inoltre, Cohn ha contribuito a perseguire ai sensi dello Smith Act undici membri del partito comunista statunitense per aver esortato al rovesciamento violento del governo degli Stati Uniti.

#### Processo Rosenberg
Nel 1951 Cohn ha avuto un ruolo di primo piano nel processo per spionaggio a carico di Julius ed Ethel Rosenberg. L'esame diretto di Cohn sul fratello di Ethel, David Greenglass, ha prodotto una testimonianza centrale per la condanna dei Rosenberg e la loro successiva esecuzione. Greenglass ha testimoniato di aver consegnato ai Rosenberg documenti classificati del Progetto Manhattan che erano stati rubati da Klaus Fuchs. Greenglass avrebbe poi affermato di aver mentito durante il processo per "proteggere se stesso e sua moglie, Ruth, e che era stato incoraggiato a farlo da parte dell'accusa."
Cohn è sempre stato orgoglioso del verdetto di colpevolezza dei Rosenberg e ha affermato di aver avuto un ruolo ancora più importante rispetto a quello pubblico quale membro dell'accusa. Infatti, nella sua autobiografia dice che la sua influenza ha portato all'assegnazione del caso sia al procuratore federale capo Saypol che al giudice Irving Kaufman. Cohn ha successivamente affermato che Kaufman ha imposto la pena di morte su suo personale suggerimento. Se queste asserite discussioni fuori dall'aula giudiziaria tra l'accusa e un giudice hanno avuto luogo realmente, erano improprie in quanto ex parte.
Nel 2008 Morton Sobell, un coimputato nel caso che per questo aveva scontato 18 anni di carcere, ha affermato che Julius era stato effettivamente una spia per i sovietici, ma che Ethel non lo fosse. Tuttavia, nel 2014, cinque storici che avevano effettuato ricerche sul caso scrissero che documentazione sovietica dimostra che "Ethel Rosenberg nascondeva denaro e strumenti per lo spionaggio per Julius, servendo come un'intermediaria per le comunicazioni con i suoi contatti nell'intelligence sovietica, forniva la sua personale valutazione sulle persone che Julius considerava di reclutare, e era presente agli incontri con le sue fonti. Dimostra anche che Julius riferì al KGB che Ethel aveva convinto Ruth Greenglass a recarsi nel Nuovo Messico per reclutare David come spia."
Vi è consenso tra gli storici sul fatto che Julius fosse colpevole, ma che il processo ai due coniugi fosse viziato da chiare irregolarità sia giudiziarie che legali - molte da parte di Cohn - e che i due non avrebbero dovuto essere condannati a morte. Questa posizione è stata riassunta da Alan Dershowitz, professore alla Harvard Law School, che ha affermato che i Rosenberg erano "colpevoli e incastrati".

### Collaborazione con Joseph McCarthy
Il processo Rosenberg portò il ventiquattrenne Cohn all'attenzione del direttore dell'FBI J. Edgar Hoover, che lo raccomandò a Joseph McCarthy. McCarthy assunse Cohn come suo consulente capo, preferendolo a Robert Kennedy. Cohn assistette McCarthy nei lavori del sottocomitato permanente sulle investigazioni del Senato, diventando noto per i suoi aggressivi interrogatori ai sospetti comunisti. Cohn preferì non tenere audizioni in forma pubblica, il che era condivisto anche da McCarthy il quale preferiva tenere "sessioni esecutive" e sessioni "ufficiose" lontano dal Campidoglio al fine di minimizzare il controllo pubblico e di poter interrogare i testimoni con relativa impunità. A Cohn venne dato libero corso al perseguimento di molte indagini, con McCarthy che si unì solo per le sessioni di audizione più pubblicizzate sulla stampa.
Cohn giocò un ruolo importante nella crociata di McCarthy contro il comunismo. Durante la paura lilla, Cohn e McCarthy tentarono di rafforzare il fervore anticomunista nel paese sostenendo che i comunisti all'estero avevano convinto diversi omosessuali non dichiarati impiegati dal governo federale degli Stati Uniti a trasmettere importanti segreti governativi in cambio della non rivelazione della loro sessualità. Convinto che l'impiego degli omosessuali costituisse ormai una minaccia alla sicurezza nazionale, il presidente Dwight Eisenhower il 29 aprile 1953 firmò un ordine esecutivo che vietava agli omosessuali di lavorare per il governo federale.
Cohn invitò il suo amico G. David Schine, un propagandista anticomunista, a unirsi allo staff di McCarthy come consulente. Quando Schine venne arruolato nell'esercito americano nel 1953, Cohn fece ripetuti e vasti sforzi per ottenere un trattamento speciale per Schine. Contattò funzionari militari dal segretario all'Esercito fino al comandante di compagnia di Schine e richiese che a Schine venissero assegnati incarichi leggeri, permessi extra ed esenzioni da assegnazioni all'estero. A un certo punto, si dice che Cohn abbia minacciato di "demolire l'Esercito" se le sue richieste non fossero state soddisfatte.
Quel conflitto, assieme alle accuse di McCarthy di presenza di comunisti all'interno del Dipartimento della difesa, portarono nel 1954 alle audizioni Esercito-McCarthy. In queste audizioni, l'Esercito accusò Cohn e McCarthy di aver fatto pressioni improprie per conto di Schine, i quali controaccusarono l'Esercito di tenere Schine in "ostaggio" in un tentativo di soffocare le indagini di McCarthy sulla presenza di comunisti al suo interno. Durante le audizioni, venne introdotta una fotografia di Schine e Joseph N. Welch, l'avvocato dell'Esercito, accusò Cohn di aver messo in scena l'immagine per mostrare Schine da solo con il segretario all'Esercito Robert T. Stevens.
Sebbene i risultati delle audizioni abbiano gettato cattiva luce su Cohn piuttosto che su McCarthy, essi sono largamante considerati un importante elemento nell'inizio della caduta di McCarthy. In seguito alle audizioni Esercito-McCarthy, Cohn si dimise dallo staff di McCarthy e si dedicò alla libera professione forense.

### Carriera legale a New York
Dopo essersi dimesso dallo staff di McCarthy, Cohn ebbe una trentennale carriera da avvocato a New York presso lo studio Saxe, Bacon & Bolan. Curò gli interessi legali di un gran numero di clienti di alto profilo, tra cui Donald Trump, la squadra di baseball dei New York Yankees e il suo proprietario George Steinbrenner, Aristotele Onassis, i mafiosi Anthony Salerno, Carmine Galante e John Gotti, i proprietari dello Studio 54 Steve Rubell e Ian Schrager, l'arcidiocesi di New York, il finanziere e filantropo texano Shearn Moody Jr. e Richard Dupont.
Nel 1981, Richard Dupont, all'epoca 48enne, venne condannato per molestie aggravate e tentato furto aggravato a danno di Cohn per averlo molestato tramite telefonate minatorie con l'obiettivo di venir nuovamente rappresentato da Cohn e dal suo studio, che nel 1979 aveva rinunciato al mandato difensivo. Il tutto nacque da una causa che prevedeva un'azione possessoria da parte di Dupont contro il proprietario dell'edificio dove egli gestiva il centro benessere Big Gym (al 644 di Greenwich Street di Manhattan) e da dove era stato sfrattato nel gennaio 1979. Dupont sosteneva che era stato privato della proprietà dell'immobile in maniera occulta da parte dell'attuale proprietario ma i collaboratori di Cohn scoprirono che le prove addotte erano "completamente fabbricate", da cui la decisione di rinunciare al mandato.
Cohn era noto per la sua attiva vita sociale, le donazioni di beneficenza e la personalità combattiva. All'inizio degli anni sessanta, divenne membro della John Birch Society e una figura principale nella Western Goals Foundation. Sebbene fosse registrato come democratico, Cohn sostenne la maggior parte dei presidenti repubblicani dell'epoca, oltre a figure repubblicane nelle principali cariche di New York. Mantenne stretti legami nei circoli politici conservatori, prestandosi in maniera informale come consigliere per Richard Nixon e Ronald Reagan. Altri clienti di Cohn includevano il professore della Harvard Law School Alan Dershowitz, che ha definito Cohn come "il fixer per eccellenza".

#### Rappresentanza di Donald Trump e Rupert Murdoch
Nel 1971 l'imprenditore Donald Trump si trasferì a Manhattan dove venne coinvolto in grandi progetti di costruzione immobiliare. Nel 1973 il Dipartimento della giustizia lo accusò di aver violato il Fair Housing Act in 39 delle sue proprietà immobiliari. Il governo affermò che la società di Trump proponeva agli afroamericani termini e condizioni di affitto diverse e affermava falsamente la non disponibilità di appartamenti liberi a Brooklyn, nel Queens e a Staten Island.
Rappresentando Trump, Cohn intentò una causa contro il governo per 100 milioni di dollari, affermando che le accuse mosse fossero "irresponsabili e prive di fondamento". La contro-causa non ebbe successo. Nel 1975 Trump risolse la controversia in via stragiudiziale, affermando di essere soddisfatto che l'accordo non "costringesse l'organizzazione Trump ad accettare come affittuari persone con sussidi sociali se non qualificate come qualsiasi altro inquilino". Alla società venne richiesto di inviare alla New York Urban League, un gruppo per i diritti civili, un elenco bisettimanale di appartamenti liberi e di dare priorità a questo gruppo per certe posizioni. Nel 1978 l'organizzazione Trump venne nuovamente citata in tribunale per aver violato i termini dell'accordo del 1975. Cohn definì le nuove accuse "niente altro che un rimaneggiamento di reclami da parte di un paio di [affittuari] insoddisfatti". Trump negò le accuse.
Rupert Murdoch era un suo cliente e Cohn fece ripetutamente pressioni sul presidente Ronald Reagan per favorire gli interessi di Murdoch. Gli viene attribuito il merito, alla metà degli anni settanta, di aver fatto conoscere Trump e Murdoch, segnando l'inizio di quello che sarebbe stato un lungo e cruciale rapporto tra i due.

### Lionel Corporation
Cohn era il pronipote di Joshua Lionel Cowen, fondatore della società di trenini giocattolo Lionel. Nel 1959 Cowen e suo figlio Lowrence vennero coinvolti in una disputa familiare per il controllo dell'impresa. Nell ottobre 1959, Cohn e un gruppo di investitori entrarono nell'impresa e acquisirono il controllo della società dopo aver acquistato 200.000 delle 700.000 azioni, azioni acquistate dal suo gruppo di investitori nel corso dei tre mesi precedenti la scalata sia direttamente dai Cowen che sul mercato. Sotto la direzione di Cohn, la Lionel venne afflitta da un calo delle vendite, problemi di controllo qualità e enormi perdite finanziarie. Nel 1963, Cohn venne costretto a dimettersi dalla società dopo aver perso una battaglia delle deleghe.

### Carriera successiva e radiazione
Cohn aiutò Roger Stone nella campagna presidenziale per l'elezione di Ronald Reagan tra il 1979 e il 1980, aiutando Stone ad accordarsi affinché John B. Anderson ottenesse la nomina al Partito Liberale di New York, una mossa che avrebbe aiutato a dividere l'opposizione di Reagan nello stato. Stone disse che Cohn gli diede una valigetta che Stone evitò di aprire e, come istruito da Cohn, la lasciò nell'ufficio di un avvocato influente nei circoli del Partito Liberale. Reagan ottenne il 46 percento dei voti nello stato di New York. Una volta decorsi i termini di prescrizione per il reato di corruzione, Stone affermò: "Ho pagato il suo studio. Spese legali. Non so cosa ha fatto con i soldi, ma qualunque cosa fosse, il Partito Liberale raggiunse la sua giusta conclusione fuori da una questione di principio".
In seguito a investigazioni federali, tra gli anni settanta e ottanta Cohn venne accusato per tre volte di cattiva condotta professionale, tra cui falsa testimonianza e intimidazione di testimone. Venne accusato nello stato di New York di irregolarità finanziarie in relazione a contratti con la città e a investimenti privati. Venne prosciolto da tutte le accuse.
Nel 1986, un collegio di cinque giudici della corte d'appello della Corte suprema dello stato di New York radiò Cohn per condotta non etica e non professionale, tra cui appropriazione indebita di fondi dei clienti, falso in una richiesta di iscrizione all'ordine e per aver fatto pressioni su un cliente affinché modificasse il suo testamento. In quest'ultimo caso, nel 1975 Cohn entrò nella stanza di ospedale in cui si trovava, morente e in stato comatoso, Lewis Rosenstiel, multimillionario fondatore delle Schenley Industries. Cohn forzò una penna nella mano del cliente e la guidò nella sottoscrizione di una modifica al testamento che prevedeva la nomina di Cohn e di Cathy Frank, nipote di Rosenstiel, come esecutori testamentari. La corte d'appello stabilì che i segni sul testamento erano indecifrabili e che in nessun modo fossero una firma.

### Omosessualità
Quando Cohn assunse G. David Schine come consulente capo nello staff del senatore McCarthy, sorsero illazioni sul fatto che Schine e Cohn avessero una relazione sessuale. Sebbene alcuni storici abbiano concluso che il rapporto di amicizia tra Schine e Cohn fosse platonico, altri hanno affermato, basandosi su testimonianze di amici, che Cohn fosse gay.
Durante le audizioni Esercito-McCarthy, Cohn ha negato di avere alcun "interesse speciale" nei confronti di Schine o di essere legato a lui "più strettamente rispetto a un qualunque amico". Joseph Welch, l'avvocato dell'Esercito durante le audizioni, fece un apparente riferimento all'omosessualità di Cohn. Dopo aver chiesto a un testimone, su richiesta di McCarthy, se una fotografia inserita come prova "provenisse da un pixie [folletto]", ha definito "pixie [folletto]" come "un parente stretto di una fata [fairy]". Sebbene "pixie" fosse il nome di un modello di macchina fotografica, il paragone con "fata [fairy]" aveva chiare implicazioni in quanto in lingua inglese fairy è un termine volgare e dispregiativo con cui ci si riferisce ad una persona gay. Le persone presenti all'audizione compresero l'offesa velata e la trovarono divertente. Cohn successivamente definì l'osservazione come "malevola", "malvagia" e "indecente".
Le speculazioni sulla sessualità di Cohn si intensificarono dopo la sua morte per AIDS nel 1986. In un articolo del 2008 pubblicato nella rivista The New Yorker, Jeffrey Toobin cita Roger Stone: "Roy non era gay. Era un uomo a cui piaceva fare sesso con gli uomini. I gay sono deboli, effeminati. Lui sembrava avere sempre attorno questi giovani ragazzi biondi. Non era oggetto di discussione. Era interessato al potere e all'accesso". Stone ha lavorato con Cohn a partire dalla campagna di Reagan per le primarie presidenziali del Partito Repubblicano del 1976.

#### Paura lilla
Cohn e McCarthy presero di mira molti funzionari governativi e figure culturali non solo per sospette simpatie comuniste ma anche per presunta omosessualità. McCarthy e Cohn furono responsabili del licenziamento di decine di omosessuali da posizioni governative e costrinsero al silenzio molti avversari, sfruttando le voci sulla loro omosessualità per intimidirli. L'ex senatore Alan K. Simpson ha scritto: "La cosiddetta "paura rossa" è stata al centro dell'attenzione della maggior parte degli storici di quell'epoca. Un elemento meno conosciuto [...] e che ha danneggiato molte più persone è stata la caccia alle streghe che McCarthy e altri hanno condotto contro gli omosessuali."

### Morte
Nel 1984 gli viene diagnosticata l'AIDS, condizione che tenta di mantenere segreta mentre si sottopone a un trattamento farmacologico sperimentale, per paura che la sua omosessualità venisse rivelata. Ha partecipato in studi clinici in cui veniva utilizzata l'AZT, un farmaco inizialmente sintetizzato come trattamento per il cancro ma che in seguito è diventato il primo farmaco anti-HIV.
Fino al giorno della sua morte, Cohn ha insistito sul fatto che fosse malato di cancro al fegato e non di AIDS. Muore il 2 agosto 1986 nel centro clinico dei National Institutes of Health a Bethesda, nel Maryland, per complicazioni dovute all'AIDS, all'età di 59 anni. È sepolto al Union Field Cemetery nel borough Queens di New York.
Secondo Roger Stone, "l'obiettivo finale di Cohn era quello di morire completamente al verde e dovendo milioni [di dollari] all'IRS. Ci riuscì."

## Rappresentazione mediatica
Personaggio drammatico e controverso, dopo la sua morte Cohn ha ispirato molti ritratti di fantasia. Probabilmente il più famoso è il suo personaggio romanzato all'interno dell'opera teatrale Angels in America - Fantasia gay su temi nazionali di Tony Kushner, in cui Cohn è rappresentato come un ipocrita affamato di potere e omosessuale non dichiarato che è perseguitato dal fantasma di Ethel Rosenberg mentre muore di AIDS, una malattia che il personaggio ha insistito per chiamare "cancro al fegato". Nella produzione teatrale di Broadway, il ruolo è stato interpretato da Ron Leibman mentre nel revival off-Broadway del 2010 messo in scena dalla Signature Theatre Company di Manhattan, il ruolo è stato interpretato da Frank Wood. Nella produzione del Royal National Theatre del 2017 e in quella di Broadway del 2018, il ruolo è stato affidato a Nathan Lane. Da questa opera teatrale è stata tratta la miniserie televisiva Angels in America prodotta da HBO in cui Cohn è interpretato da Al Pacino.
Viene citato nella canzone di Billy Joel "We Didn't Start the Fire" del 1989.
Cohn è un personaggio in G. David Schine in Hell, un atto unico scritto da Tony Kushner.
Cohn è stato interpretato nel 1992 da James Woods nel film biografico Citizen Cohn, nel 1985 da Joe Pantoliano in Robert Kennedy and His Times e nel 1977 da George Wyner in Tail Gunner Joe. Inoltre, è interpretato dall'attore David Moreland nell'episodio "Cavie" della quinta stagione di X-Files, dove un anziano ex agente dell'FBI parla con l'agente Fox Mulder dei primi anni dell'era McCarthy e dell'inizio degli X-File.
All'inizio degli anni novanta, Cohn era uno dei due personaggi dello spettacolo di Ron Vawter intitolato Roy Cohn/Jack Smith, in cui la parte di Cohn era scritta da Gary Indiana.
Nel 2019 è stato rilasciato nelle sale Where's My Roy Cohn?, un documentario prodotto da Matt Tyrnauer.
Un avvocato protagonista nel secondo episodio della terza stagione della serie televisiva The Good Fight è ispirato a Roy Cohn, da qui il titolo dell'episodio "Quello ispirato da Roy Cohn".
Compare anche nel film del 2024 The Apprentice, in cui è interpretato da Jeremy Strong.

## Opere
- Roy Cohn, Only a Miracle Can Save America from the Red Conspiracy, Wanderer Printing Co, 1954.
- Roy Cohn, McCarthy, New American Library, 1968.
- Roy Cohn, A Fool for a Client: My Struggle Against the Power of a Public Prosecutor, Dell Publishing, 1972, ISBN 978-0-440-02667-9.
- Roy Cohn, How to Stand Up for Your Rights and Win!, Devin-Adair Publishers, 1981, ISBN 978-0-8159-5723-2.
- Roy Cohn, Roy Cohn on Divorce: Words to the Wise and Not So Wise, 1986, Random House, ISBN 978-0-394-54383-3.